# Журавльовка (Буландинський район)
Журавльо́вка (каз. Журавлёвка) — село у складі Буландинського району Акмолинської області Казахстану. Адміністративний центр Журавльовського сільського округу.
Населення — 616 осіб (2021; 1009 у 2009, 1371 у 1999, 1932 у 1989).
Національний склад станом на 1989 рік:
- росіяни — 53 %;
- німці — 20 %.

## Уродженці
- Бабенко Василь Сергійович (1924—1988) — радянський військовослужбовець, повний кавалер ордена Слави.